# Трофей Футбольной ассоциации
Трофе́й Футбо́льной ассоциа́ции (англ. The Football Association Challenge Trophy, сокращённо англ. FA Trophy — Трофей ФА) — кубковый турнир в английском футболе, проводящийся Футбольной ассоциацией Англии среди полупрофессиональных клубов. Трофей ФА был создан в 1969 году для клубов, не являющихся членами Футбольной лиги, но при этом не имеющих права принимать участие в Любительском кубке Англии, поскольку платили своим игрокам зарплату. С 2008 года право участвовать в соревновании получили также клубы 5—8 уровней системы футбольных лиг Англии.
С момента основания Трофея ФА финалы кубка проводились на старом стадионе «Уэмбли» (до его закрытия в 2000 году). До открытия в 2007 году нового стадиона «Уэмбли» (и начала проведения финалов на нём), решающие матчи кубка проводились на стадионах «Вилла Парк» и «Болейн Граунд». Наиболее титулованными клубами Трофея ФА являются «Уокинг», «Скарборо» и «Телфорд Юнайтед»; каждый из этих клубов трижды становился победителем турнира.

## История

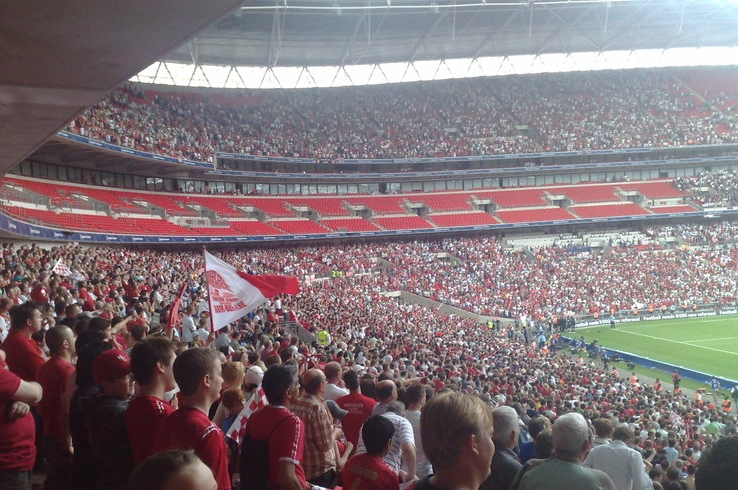
Болельщики «Эббсфлит Юнайтед» на трибунах «Уэмбли» перед финальным матчем, 2008 год

С появлением в 1969 году Трофея ФА многочисленные полупрофессиональные английские клубы получили возможность побороться друг с другом за право сыграть на поле знаменитого стадиона Уэмбли. У любительских клубов такая возможность была — с 1983 года в Англии существовал Любительский кубок Футбольной ассоциации. Но полупрофессиональные клубы не могли участвовать в нём, поскольку они выплачивали игрокам вознаграждения и из-за этого не могли иметь статус любительских. Первым победителем соревнования стал клуб Маклсфилд Таун, обыгравший в финале клуб Телфорд Юнайтед со счётом 2:0.
В 1974 году Футбольная Ассоциация отменила разделение клубов на профессиональные и любительские и прекратила проведение Любительского Кубка, что вызвало резкое увеличение количества участников Трофея ФА до 300 клубов. Но в дальнейшем количество участников кубка стало постепенно снижаться, и в 1991 году в розыгрыше приняли участие всего лишь 120 клубов. В 1978 году финал Трофея ФА был проведён сразу после розыгрыша финала Кубка Англии с целью увеличения престижа соревнования и избежания конфликтов с календарём матчей клубов в их лигах (что негативно сказывалось на статусе турнира).
В 1979 году ведущие клубы Южной и Северной Премьер-лиг создали новую лигу, которая получила название «Альянс Премьер-лиги» (в дальнейшем — Национальная Конференция). Тогда же началось доминирование в кубке представителей этой лиги. Но в сезоне 1980—1981 клуб Бишопс-Стортфорд, представлявший в то время первый дивизион Истмийской лиги, начав выступление в кубке с предварительного раунда и выиграв в 12 матчах, смог дойти до финала, в котором обыграл клуб Саттон Юнайтед.

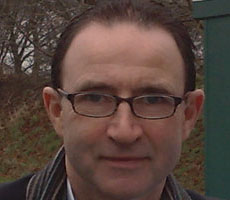
Мартин О’Нил дважды приводил Уиком Уондерерс к победе в кубке.

В 1989 году свою третью победу в кубке одержал клуб Телфорд Юнайтед, повторив тем самым достижение клуба Скарборо. В период между 1990 и 2000 годами ещё три клубов смогли несколько раз выиграть кубок. Бывший игрок сборной Северной Ирландии Мартин О’Нил, начав тренировать клуб Уиком Уондерерс, смог дважды привести команду к победе в кубке. Тренер Джеоф Чэппл дважды праздновал победу в кубке с клубом Кингстониан и трижды — с клубом Уокинг. Первым тренером, выигравшим кубок три раза подряд, стал Марк Стимсон — с 2005 по 2007 год он дважды выиграл кубок с клубом Грейс Атлетик, а в 2007 — с клубом Стивенидж.

## Формат проведения турнира
Соревнование проводится по олимпийской системе плей-офф. Перед каждым раундом (как правило, когда большинство игр предыдущего раунда уже сыграны) проводится жеребьёвка для определения соперников в парах. Но в отборочной части турнира команды разделены на группы по регионам с целью сокращения расходов клубов на переезд. Также в процессе жеребьёвки определяется, какие команды проведут матч на своём поле. Если первая игра заканчивается вничью, то проводится переигровка (как правило, на поле команды, игравшей в первом матче в гостях). В случае ничейного исхода второго матча команды выявляют победителя в дополнительное время, в случае ничьей и в овертайме - в серии послематчевых пенальти. Матчи полуфиналов и финала команды проводят на нейтральном поле, в случае ничьей переигровка не назначается.
Изначально в ходе отборочных матчей выявлялись 32 клуба, которые принимали участие в основном соревновании. Но в 1999 году в Трофее ФА была частично применена схема, по которой проводится Кубок Англии - 6 основных раундов (без отборочных), полуфиналы и финал. Команды из Национальной Конференции не принимали участие в первых раундах (аналогично со вступлением в борьбу за Кубок Англии команд Премьер-лиги). Недавно схема проведения турнира снова была пересмотрена, и теперь проводятся 4 отборочных раунда, 4 основных раунда, полуфиналы и финал. Команды 8 уровня Системы футбольных лиг Англии вступают в борьбу в предварительном раунде, команды 7 уровня - в первом отборочном раунде, 6 уровня - в 3 отборочном раунде, 5 уровня (Национальная Конференция) - в первом основном раунде.
Футбольная Ассоциация производит выплаты призовых всем командам, выигравшим в ходе соревнования хотя бы 1 матч. В сезоне 2011/12 за победу в предварительном раунде команды получали по £2,000, с каждым раундом сумма призовых увеличивалась, и за победу в финале клуб Йорк Сити получил £50,000. Трофей ФА проводится при финансовой поддержке компании Carlsberg, поэтому полное официальное название турнира - «FA Carlsberg Trophy». Раньше спонсором турнира была компания Umbro.

## Места проведения матчей

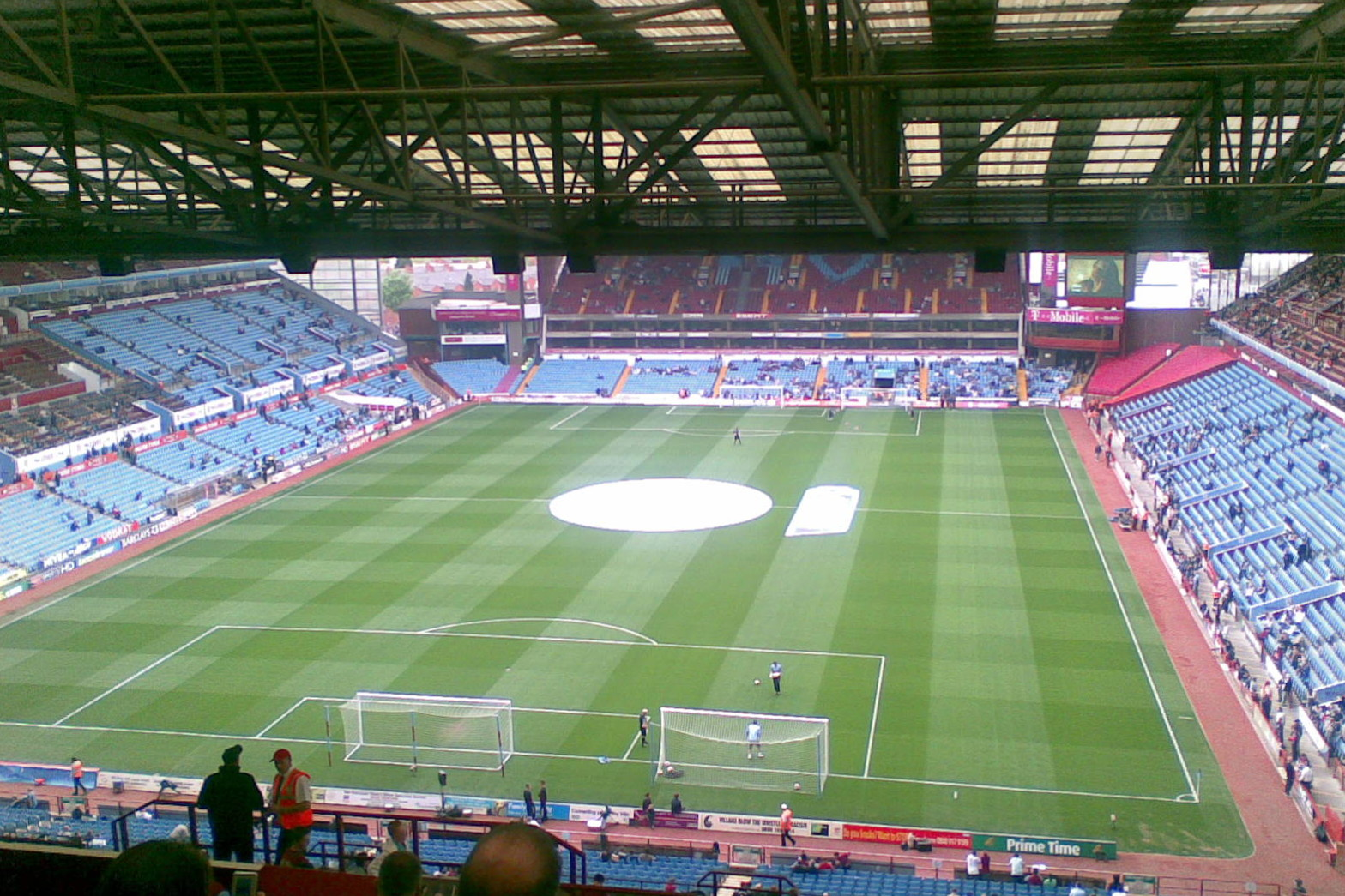
На стадионе Вилла Парк с 2001 по 2005 год проводились финалы Трофея ФА.

Матчи трофея ФА проводятся на домашнем стадионе одной из играющих в паре команд. Команда, играющая на домашнем стадионе, определяется при жеребьёвке. так как при жеребьёвке Трофея ФА отсутствует понятие сеяных команд, на домашнем стадионе матч проводит тот клуб, шар с названием которого был вытянут раньше. В некоторых случаях матчи могут быть перенесены на другие стадионы. переигровка проводится на стадионе команды, игравшей в первом матче на выезде. Ранее регламентом турнира предусматривалось проведение нескольких переигровок - тогда все переигровки, начиная со второй, проводились на нейтральном поле, либо же клубы могли с помощью жребия определить, кто из команд проведёт очередную переигровку на домашнем стадионе.
Финал турнира традиционно проводился на старом стадионе «Уэмбли». Во время реконструкции стадиона с 2000 по 2006 год финалы турнира принимали стадионы «Вилла Парк» и «Болейн Граунд». С 2007 года финалы проводятся на новом «Уэмбли».
Рекорд посещаемости матчей (53,262 зрителя) был поставлен в финальном матче 2007 года, в котором сыграли клубы Киддерминстер Харриерс и Стивенидж.

## Трофей
После завершения финального матча команда-победитель награждается трофеем, известным как «Трофей ФА», и сохраняет его за собой до финала следующего года. Традиционно на финалах, которые проходят на стадионе «Уэмбли», вручение трофея производится в Королевской ложе. Футболисты поднимаются по ступеням стадиона к Королевской ложе, где им вручается трофей, а затем спускаются по ступеням с другой стороны ложи. Сам трофей был передан Футбольной Ассоциации барристером Эрнестом Кохрейном в 1905 году для награждения им победителей международного турнира между сборными Англии, США и Канады. Турнир задумывался для популяризация футбола в Северной Америке, но так и не состоялся.

## Победители и финалисты
Скарборо (1973, 1976, 1977), Телфорд Юнайтед (1971, 1983, 1989) и Уокинг (1994, 1995, 1997) являются обладателями рекорда по количеству побед в Трофее ФА. В 1985 году клуб Уэлдстон стал первым клубом, оформившим «дубль не-лиги» (англ. «Non-League Double»), завоевав Трофей ФА и победив в Национальной Конференции (хотя до создания Национальной Конференции клубам Маклсфилд Таун и Стаффорд Рейнджерс удавалось сделать дубль из побед в Трофее ФА и  Северной Премьер-лиге в 1970 и 1972 годах соответственно). Позже успех Уэлдстона смогли повторить Колчестер Юнайтед в 1992 году и Уиком Уондерерс в 1993 году.

## Освещение в СМИ
Перед стартом сезона 2004/05 Sky Sports заключила контракт с Футбольной Ассоциацией на показ финалов Трофея ФА. В 2007 году Футбольная ассоциация заключила новый контракт с Setanta Sports на показ матчей Трофея ФА начиная с сезона 2008/09. Финальный матч сезона 2009/10 между «Барроу» и «Стивенидж» был показан каналом ITV4.